# Pic Paulina
Pour les articles homonymes, voir Paulina.
Le pic Paulina (en anglais : Paulina Peak) est un sommet de l'Oregon, aux États-Unis. Il culmine à 2 434 mètres d'altitude au sein du Newberry National Volcanic Monument, dans le comté de Deschutes. Durant l'été, le sommet peut être atteint par une route pentue. Il offre une vue sur une partie de la chaîne des Cascades ainsi que du haut désert de l'Oregon.